# Hällholmen (Lule-archipel)
Hällholmen is een eiland annex zandbank behorend tot de Lule-archipel. Het eiland ligt in de Rånefjärden in het noorden van de Botnische Golf en hoort bij Zweden. Het ligt in het verlengde van de punt van het eiland Långholmen en heeft geen oeververbinding. Er is enige bebouwing dienende tot noodcabines of zomerwoningen.
Ågrundet · Alskäret · Avasjögrundet · Fågelreven · Flakaskäret · Fliggen · Furuholmen · Grangrundet · Granholmen · Hällholmen · Kilsgrundet · Köpmanholmen · Långholmen · Laxön · Laxögrundet · Lill-Kilholmen · Lönngrundet · Piltreven · Rödbergsgrunden · Sandviksreven · Skärgrundet · Skärgrundsflagan · Stor-Kilholmen · Stor-Lönngrundet · Troppen · Yttre Sandgrundet